# Texas (Schiff, 1914)
Die Texas (BB-35) ist ein Schlachtschiff der New-York-Klasse und jetziges Museumsschiff, das in den 1910er-Jahren für die United States Navy gebaut wurde. Sie wurde sowohl im Ersten als auch im Zweiten Weltkrieg eingesetzt. 1948 wurde das Schiff zu einem Museumsschiff umgebaut. 1976 wurde sie in die Liste der National Historic Landmarks aufgenommen. Von 2022 bis 2024 befand sich das Schiff für mehrjährige Reparaturen im Trockendock und liegt jetzt für weitere Arbeiten am Gulf Copper Shipyard von Galveston in Texas.

## Geschichte

### Bau

Die Texas bei ihrem Stapellauf am 18. Mai 1912

Die Texas, benannt nach dem 28. Staat der USA, wurde am 17. April 1911 in Newport News in der Marinewerft Newport News Shipbuilding auf Kiel gelegt, am 18. Mai 1912 von Claudia Lyon getauft und vom Stapel gelassen und am 23. Oktober 1913 fertig gestellt. Anschließend begab sich das Schiff auf Testfahrten, die bis zum Ende des Monats andauerten. Nach dem erfolgreichen Abschluss wurde die Texas am 12. März 1914 unter dem Kommando von Kapitän Albert W. Grant in Dienst gestellt.

### Vorkriegszeit
Am 24. März 1914 verließ die Texas die Marinewerft von Norfolk und nahm nach einem Zwischenstopp in Hampton Roads Kurs auf New York. In der Nacht vom 26. auf den 27. März machte sie einen Zwischenstopp in Tompkinsville und kehrte anschließend wieder nach New York zurück. Dort verbrachte sie die nächsten drei Wochen mit der Installation der Feuerleitanlage. Während ihres Aufenthalts in New York kam es in Mexiko zum sogenannten Tampico-Zwischenfall, bei dem amerikanische Seeleute von mexikanischer Bundestruppen in Tampico festgesetzt wurden. Obwohl das Problem vor Ort schnell gelöst wurde, sah Präsident Wilson in dem Vorfall eine Gelegenheit, Druck auf die mexikanische Regierung unter Victoriano Huerta auszuüben, die er für undemokratisch hielt. Am 20. April 1914 brachte Wilson die Angelegenheit vor den Kongress und erteilte Konteradmiral Frank Fletcher, dem Befehlshaber der Atlantikflotte, den Befehl, als Vergeltung für den Vorfall in Tampico Streitkräfte in Veracruz anzulanden und das dortige Zollgebäude zu beschlagnahmen. Diese Aktion wurde am 21. und 22. Mai durchgeführt.
Aufgrund der Brisanz der Situation stach die Texas am 13. Mai 1914 in See und schloss sich nach einem fünftägigen Aufenthalt in Hampton Roads am 26. Mai den Truppen von Fletcher vor Veracruz an. Sie blieb etwas mehr als zwei Monate in mexikanischen Gewässern und unterstützte die amerikanischen Streitkräfte an Land.
 Am 8. August verließ sie Veracruz und nahm Kurs auf Nipe Bay, von wo aus sie nach Norden dampfte und am 21. August New York erreichte. Die Texas blieb dort bis zum 5. September 1914 und schloss sich anschließend erneut der Atlantikflotte an. Im Oktober kehrte sie an die mexikanische Küste zurück und diente bis November als Stationsschiff vor Tuxpan. Am 20. Dezember kehrte das Schiff in die Heimat zurück und erreichte am 28. Dezember New York. Anschließend wurde das Schiff für Reparaturen ausgemustert. Nach dem Abschluss der Arbeiten am 16. Februar 1915 schloss sich die Texas erneut der Atlantikflotte an. Am 25. Mai rettete die Texas zusammen mit den Schlachtschiffen South Carolina, Louisiana und Michigan 230 Passagiere des havarierten Passagierschiffes Ryndam der Holland America Line, das von dem norwegischen Frachter Joseph J. Cuneo 34 Seemeilen vor Nantucket gerammt worden war.

### Erster Weltkrieg
Mit dem Kriegseintritt der USA am 6. April 1917 wurden die Militärübungen an Bord der Texas verstärkt. Im August lief die Texas zur Überholung New York an. Die Reparaturen wurden am 26. September abgeschlossen und das Schiff lief noch am selben Tag nach Port Jefferson aus. Auf ihrer Fahrt dorthin lief sie am 27. September jedoch vor Block Island auf Grund. Drei Tage lang versuchte die Besatzung vergeblich das Schiff wieder flottzumachen. Erst am 2. Oktober konnte die Texas mit Hilfe von Schleppern befreit werden. Der entstandene Schaden am Rumpf machte eine Reparatur und die Rückkehr in die Werft erforderlich. Im Dezember 1917 waren die Reparaturen abgeschlossen und das Schiff wurde in den York River verlegt, wo es Manöverübungen durchführte. Mitte Januar 1918 kehrte die Texas nach New York zurück und bereitete sich auf die Atlantiküberquerung vor. Am 30. Januar verließ sie New York und erreichte am 11. Februar Scapa Flow vor der schottischen Küste. Dort schloss sie sich dem 6. Schlachtgeschwader der Grand Fleet an.
Der Dienst der Texas bestand ausschließlich aus Konvoi-Einsätzen, gelegentlichen Vorstößen zur Verstärkung des britischen Blockadegeschwaders und Manöver- sowie Geschützübungen in der Nordsee. Nach der Kapitulation Deutschlands am 11. November 1918 begleitete die Texas zusammen mit dem 6. Schlachtgeschwader, bestehend aus der New York, der Florida, der Wyoming und der Arkansas sowie dem Rest der Grand Fleet die deutsche Hochseeflotte zur Internierung nach Scapa Flow. Anschließend wurde der amerikanische Verband nach Portland verlegt, wo er am 4. Dezember 1918 eintraf. Acht Tage später lief die Texas aus, um Präsident Wilson an Bord des Truppentransporters George Washington auf dem Weg nach Frankreich zur Pariser Friedenskonferenz zu eskortieren. Nachdem die Eskorte am Mittag des 13. Dezember Brest erreicht hatte, kehrte die Texas noch am gleichen Abend in die USA zurück. Die Texas traf am ersten Weihnachtstag 1918 vor Ambrose Light ein und erreichte New York am folgenden Tag, wo sie zur Überholung ausgemustert wurde.

### Zeit zwischen den Weltkriegen
Nach dem Abschluss der Arbeiten nahm die Texas Anfang 1919 ihren Dienst in der Atlantikflotte wieder auf und begab sich anschließend nach Guantanamo, wo sie für verschiedene Erprobungen verwendet wurde. Am 10. März startete eine britische Sopwith Camel von einem Katapult, das tags zuvor auf dem Dach des zweiten Geschützturms errichtet worden war. Somit war die Texas das erste US-Schlachtschiff, von dem ein Flugzeug startete. Im Sommer desselben Jahres wurde das Schiff der Pazifikflotte zugeteilt. Am 17. Juli 1920 erhielt sie im Zuge der Vereinheitlichung der Nomenklatur und der Identifikationsnummern durch die Marine die Bezeichnung BB-35.

#### Washingtoner Flottenabkommen
Aufgrund des in der Washingtoner Flottenkonferenz von 1922 ausgehandelten Vertrages wurde der Bestand der US-Schlachtschiffe auf achtzehn begrenzt und der Bau von neuen Schlachtschiffen für die nächsten fünfzehn Jahre untersagt. Um dennoch weiterhin verteidigungsfähig zu bleiben, empfahl das General Board im April, die Texas zusammen mit weiteren fünf Schlachtschiffen einer umfassenden Modernisierung zu unterziehen.
Die Texas verblieb bis 1924 im Pazifik und kehrte anschließend zu einer Überholung an die Ostküste zurück. Nachdem die Arbeiten beendet waren, begab sich die Texas für eine Ausbildungsfahrt von Kadetten der Marineakademie auf eine Reise nach Europa. Nach ihrer Rückkehr wurde die Texas am 31. Juli 1925 erneut ausgemustert und entsprechend den Vorschlägen des General Boards in der Marinewerft von Norfolk umgebaut. Nach der Beendigung der Arbeiten nahm sie ihren Dienst an der Ostküste wieder auf. Gegen Ende des Jahres wurde die Texas zum Flaggschiff der United States Fleet unter dem Kommando von Admiral Henry Wiley. Am 15. Januar 1928 transportierte sie Präsident Coolidge zur Panamerikanischen Konferenz nach Havanna und kehrte am 17. Januar mit ihm nach Key West zurück.

### Zweiter Weltkrieg
Nachdem im September 1939 der Zweite Weltkrieg ausgebrochen war, nahm die Texas im Mai 1941 an der Neutralitätspatrouille teil, die eingerichtet wurde, um den Krieg aus der westlichen Hemisphäre herauszuhalten.

#### Nordafrika
Am 23. Oktober 1942 wurde die Texas für eine Invasion von französisch Nordafrika der Task Group (TG) 34.8 angeschlossen. Das Einsatzziel dieser Eingreiftruppe war Mehedia und Port Lyautey. Die Schiffe trafen am frühen Morgen des 8. November vor den Landeabschnitten ein und begannen mit den Vorbereitungen für die Invasion. Erst nachdem die Truppen angelandet waren, trat die Texas am frühen Nachmittag in Aktion, als sie ein Munitionslager bei Port Lyautey bombardierte. Bis Mitte November kreuzte die Texas vor der marokkanischen Küste und am 15. November kehrte sie zusammen mit dem Leichten Kreuzer Savannah (CL-42), dem Hilfsflugzeugträger Sangamon (ACV-26), dem Öltanker Kennebec (AO-36), vier Transportern und sieben Zerstörern in die Heimat zurück. Während des gesamten Jahres 1943 wurde die Texas als Konvoi-Begleitschutz eingesetzt.

#### Normandie
Mitte April 1944 wurde die Texas in den Firth of Clyde abkommandiert, wo sie sich auf die geplante Invasion in der Normandie vorbereitete. In der Nacht vom 3. auf den 4. Juni nahm die Texas zusammen mit der Arkansas, zwei britischen und zwei französischen Kreuzern sowie zwölf Zerstörern als Force O unter dem Kommando von Konteradmiral Carlton Bryant Kurs auf die französische Küste. Gegen 4:40 Uhr am Morgen des 6. Juni näherte sich die Texas bis zu einem Punkt, 6 Seemeilen (11 km) der französischen Küste. Um 5:50 Uhr eröffnete die Texas mit ihren Hauptgeschützen das Feuer auf die Küstenbatterien bei Pointe du Hoc. Gleichzeitig bombardierten ihre 127-mm-Kanonen die westliche Zufahrtsstraße nach Vierville, die mit Stützpunkten zur Verteidigung versehen war. Um 6:30 Uhr stellte die Texas das Feuer ein und ankerte etwa 9 km vor der Küste. Gegen Mittag näherte sich das Schiff dem Strand bis auf etwa 3.000 Meter, um auf Scharfschützen und Maschinengewehrnester zu feuern, die in einer Senke direkt vor dem Strand versteckt waren. Im Laufe des Nachmittages feuerten die 127-mm-Geschütze auf die verschiedensten Ziele, darunter Geschützbunker und Panzer. Am nächsten Morgen feuerte das Schiff mit ihren Hauptgeschützen auf die von Deutschen besetzte Stadt Trevieres, um gegnerische Truppenansammlungen aufzulösen. Um kurz nach Mitternacht griffen deutsche Flugzeuge die Schiffe vor der Küste an, sodass sich die Texas aus dem Kampfgebiet zurückziehen musste und nach Plymouth beordert wurde, wo sie neue Munition und Treibstoff erhalten sollte. Am 11. Juni kehrte die Texas wieder in ihr Einsatzgebiet zurück und erhielt kurz darauf den Befehl, eine große deutsche Truppenansammlung zwischen Isigny und Carentan anzugreifen. Da die Reichweite ihrer Geschütze nicht ausreichte, wurde der Steuerbord Torpedowulst geflutet, um eine Krängung von 2 Grad zu erreichen. Dies erlaubte eine Elevation von 17 Grad, wodurch die nötige Reichweite erlangt wurde.

##### Cherbourg

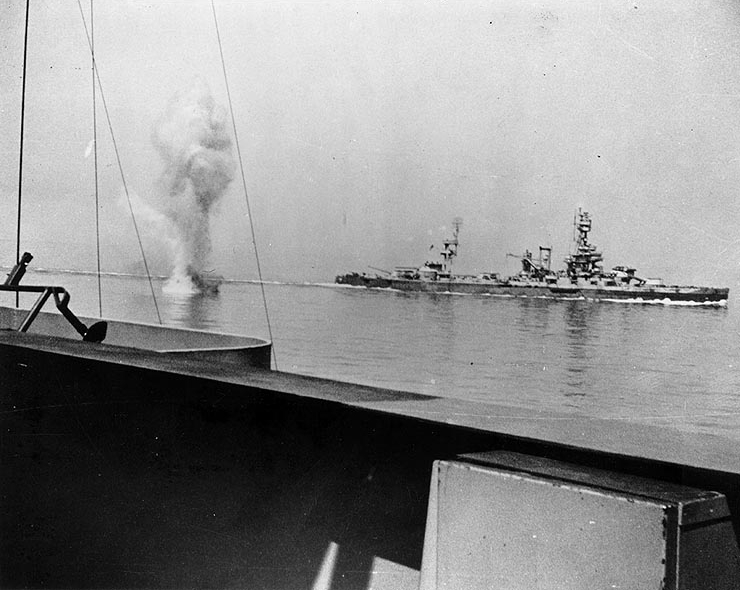
Die Texas bei ihrem Angriff auf die Batterie Hamburg

Nachdem die Texas am 18. Juni erneut nach Plymouth gefahren war, um neue Munition an Bord zu nehmen, begab sich das Schiff am 21. Juni nach Portland, um sich auf den Angriff auf Cherbourgh vorzubereiten. Am Morgen des 25. Juni gegen 3:40 Uhr stach die Texas in Richtung Cherbourg in See. Vor der Küste sollte sie die dortigen Strandbefestigungen zerstören und anschließend Feuerunterstützung für die vorrückende Infanterie leisten. Um 10:30 Uhr erreichte die Texas zusammen mit der Arkansas und mehreren Begleitschiffen ihr Einsatzgebiet östlich von Cap Lévi, von wo aus sie die Küstenbatterie Hamburg angreifen sollten. Nachdem die Schiffe in Reichweite der vier deutschen 28-cm-Kanonen gekommen waren, eröffneten die Deutschen gegen 12:30 Uhr das Feuer. Nebel und Rauch verhinderten eine sofortige Erwiderung des Feuers, sodass die Texas auf Informationen eines Aufklärers angewiesen war und erst gegen 12:40 Uhr auf die deutschen Stellungen feuern konnte. Gegen 13:00 Uhr begann die Texas sich weiter der Küste zu nähern und geriet dabei unter heftiges Feuer, während sie selbst ebenfalls das Feuer aufrechterhielt. Dabei wurde sie von einer Granate getroffen, die mehrere Decks durchschlug und direkt über dem Magazin für die 356-mm-Granaten zum Stehen kam, ohne jedoch zu explodieren. Kurz darauf traf eine weitere Granate die Decke des Kommandoturms, tötete bei der Explosion den Steuermann und verletzte elf weitere Seeleute. Nachdem die Texas getroffen worden war, setzte sie den Beschuss fort und erzielte um 13:35 Uhr einen direkten Treffer auf eine der Kanonen. Die restlichen drei Geschütze feuerten jedoch weiter und die Texas erhielt um 15:00 Uhr den Befehl, sich zurückzuziehen. Die Texas fuhr zurück nach Plymouth, wo die Schäden repariert wurden und sich die Mannschaft auf die Invasion in Südfrankreich vorbereitete.

#### Südfrankreich
Nach der erfolgreichen Invasion in der Normandie wurde der anfängliche schnelle Vormarsch der Alliierten durch den massiven Widerstand der Wehrmacht verlangsamt. Um die deutschen Kräfte weiter zu schwächen, wurde beschlossen, in Südfrankreich eine zweite Front zu eröffnen. Am 15. Juli 1944 verließ das Schiff daher die Britischen Inseln in Richtung Mittelmeer. Nach Zwischenstopps in Gibraltar, Oran und Tarent nahm die Texas am Morgen des 11. August Kurs auf die französische Riviera. In der Nacht zum 14. August traf sie vor Saint-Tropez ein und vereinigte sich am nächsten Morgen mit der Nevada sowie dem leichten Kreuzer Philadelphia. Das Primärziel der Texas war eine Batterie von fünf 15-cm-Kanonen in Felskasematten. Um 5:00 Uhr hatte die Texas ihre zugewiesene Position erreicht. Aufgrund von dichtem Nebel und einer niedrig liegenden Wolkendecke konnte das Ziel nicht ausgemacht werden und die Texas musste auf ihr SG-Radar zurückgreifen, bevor sie gegen 6:51 Uhr das Feuer eröffnete. Nachdem die Soldaten begonnen hatten, die Küste zu stürmen, stellte sie das Feuer um 8:15 Uhr ein. Für den Rest des Tages verblieb das Schiff auf seiner Position. Dabei wurde es gegen 18:55 Uhr von vier Heinkel He 111 aus einer Höhe von 6.000 m angegriffen, worauf die Texas mit ihren Flakgeschützen das Feuer erwiderte und die Flugzeuge zum Abdrehen zwang. Die Texas verblieb bis zum 17. August weiter im Einsatzgebiet, bevor sie aufgrund mangelnder Ziele nach Palermo beordert wurde und von dort über Algiers am 4. September in die Heimat zurückkehrte.

#### Japan

##### Iwo Jima
Nachdem die Texas am 14. September New York erreicht hatte, wurde sie für eine einmonatige Überholung ausgemustert. Nach dem Abschluss der Arbeiten wurde die Texas wieder in den aktiven Dienst gestellt und am 11. November nahm sie zusammen mit der Arkansas und zwei Zerstörern Kurs auf den Panamakanal. Nachdem sie den Kanal passiert hatte, setzte sie Kurs auf San Pedro, von wo aus sie am 3. Dezember in Richtung Pearl Harbor in See stach. Die Texas erreichte Hawaii am 9. Dezember und verblieb dort bis zum 9. Januar. Am 10. Januar stach sie mit Kurs auf das Ulithi-Atoll in See. Am 10. Februar 1945 verließ das Schiff Ulithi und nahm nach einem zweitägigen Aufenthalt auf den Marianen Kurs auf Iwo Jima. Am 16. Februar gegen 7:00 Uhr erreichte das Schlachtschiff die Insel und nachdem sich der morgendliche Nebel gelichtet hatte, eröffnete die Texas um 8:02 Uhr das Feuer. Die Sicht blieb den ganzen Tag schlecht. Dennoch konnte die Texas eine Reihe von Artilleriestellungen, Bunkern und Höhlen zerstören. Gegen 17:05 Uhr stellte sie das Feuer ein und zog sich in nordwestlicher Richtung zurück. Am nächsten Morgen kehrte das Schiff erneut zu ihrer Stellung vor der Insel zurück und eröffnete um 7:00 Uhr erneut das Feuer. Mit mehreren Unterbrechungen hielt sie ihr Bombardement bis 18:20 Uhr aufrecht. Die Texas wiederholte ihre Angriffe am 18. und 19. Februar und verließ die Insel am 7. März in Richtung der Karolinen.

##### Okinawa
Am 21. März stach die Texas in Richtung der Ryūkyū-Inseln in See. Am 25. März erreichte sie ihre zugewiesene Position vor Okinawa und eröffnete um 14:30 Uhr das Feuer. In den folgenden sechs Tagen bombardierte sie feindliche Stellungen, ohne dass die Japaner das Feuer erwiderten. Lediglich seine Lufteinheiten antworteten in Form von Kamikaze-Angriffen. Die Texas wurde bei diesen Angriffen jedoch nicht beschädigt. Am 15. April erhielt die Texas die Nachricht, dass Präsident Roosevelt verstorben sei, worauf der Beschuss für eine Schweigeminute eingestellt wurde. Obwohl die Kämpfe um Okinawa bis zum Juni anhielten, nahm die Texas am 14. Mai Kurs auf Leyte, wo sie drei Tage später eintraf. Das Schiff blieb dort bis zur japanischen Kapitulation am 15. August. Gegen Ende August kehrte sie nach Okinawa zurück und nahm am 23. September mit eingeschifften Truppen Kurs auf die Vereinigten Staaten. Am 15. Oktober lieferte das Schlachtschiff seine Passagiere in San Pedro ab. Von November bis Dezember unternahm das Schiff mehrere Fahrten zwischen Kalifornien und Oahu und transportierte dabei über 5.000 Seeleute.

### Nachkriegszeit

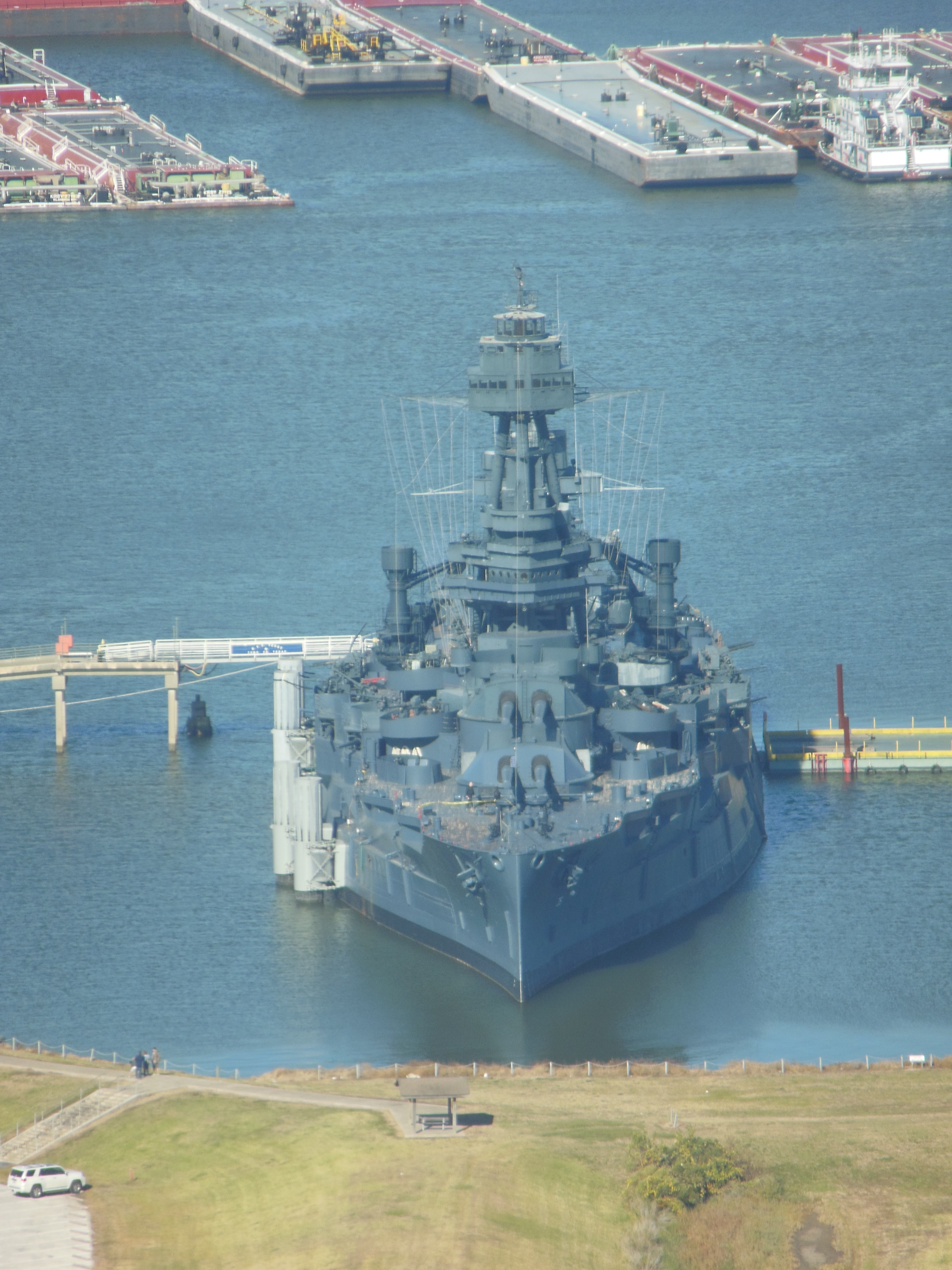
Die Texas an ihrem Liegeplatz im San Jacinto State Park

Am 21. Januar 1946 verließ die Texas San Pedro und fuhr durch den Panamakanal nach Norfolk, wo sie am 13. Februar eintraf und bald darauf mit den Vorbereitungen für ihre Außerdienststellung begann. Im Juni wurde sie nach Baltimore verlegt, wo sie bis Anfang 1948 verblieb. Die Texas wurde zum San Jacinto State Park in Texas geschleppt, wo sie am 21. April 1948 außer Dienst gestellt und dem Staat Texas als ständige Gedenkstätte übergeben wurde. Ihr Name wurde am 30. April 1948 aus dem Schiffsregister gestrichen.

### Museumsschiff
Am 17. April 1947 wurde die Battleship Texas Commission zum Erhalt des Schiffes gegründet. Nachdem die Kosten in Höhe von 225.000 US-Dollar für das Abschleppen des Schiffes von Baltimore nach San Jacinto aufgebracht waren, konnte die Texas am 17. März 1948 die Reise zu ihrem neuen Ankerplatz antreten. Am 20. April erreichte sie Houston Ship Channel in der Nähe des San-Jacinto-Denkmals im San Jacinto State Park und wurde am nächsten Tag dem Bundesstaat Texas als ständige Gedenkstätte übergeben. Aufgrund von jahrelanger Vernachlässigung begann das Schiff im Laufe der Zeit immer größere Schäden zu entwickeln. Die Farbe in den Innenräumen bekam Risse und blätterte ab, so dass darunter liegende Metallflächen zum Vorschein kamen, die zu rosten begannen.

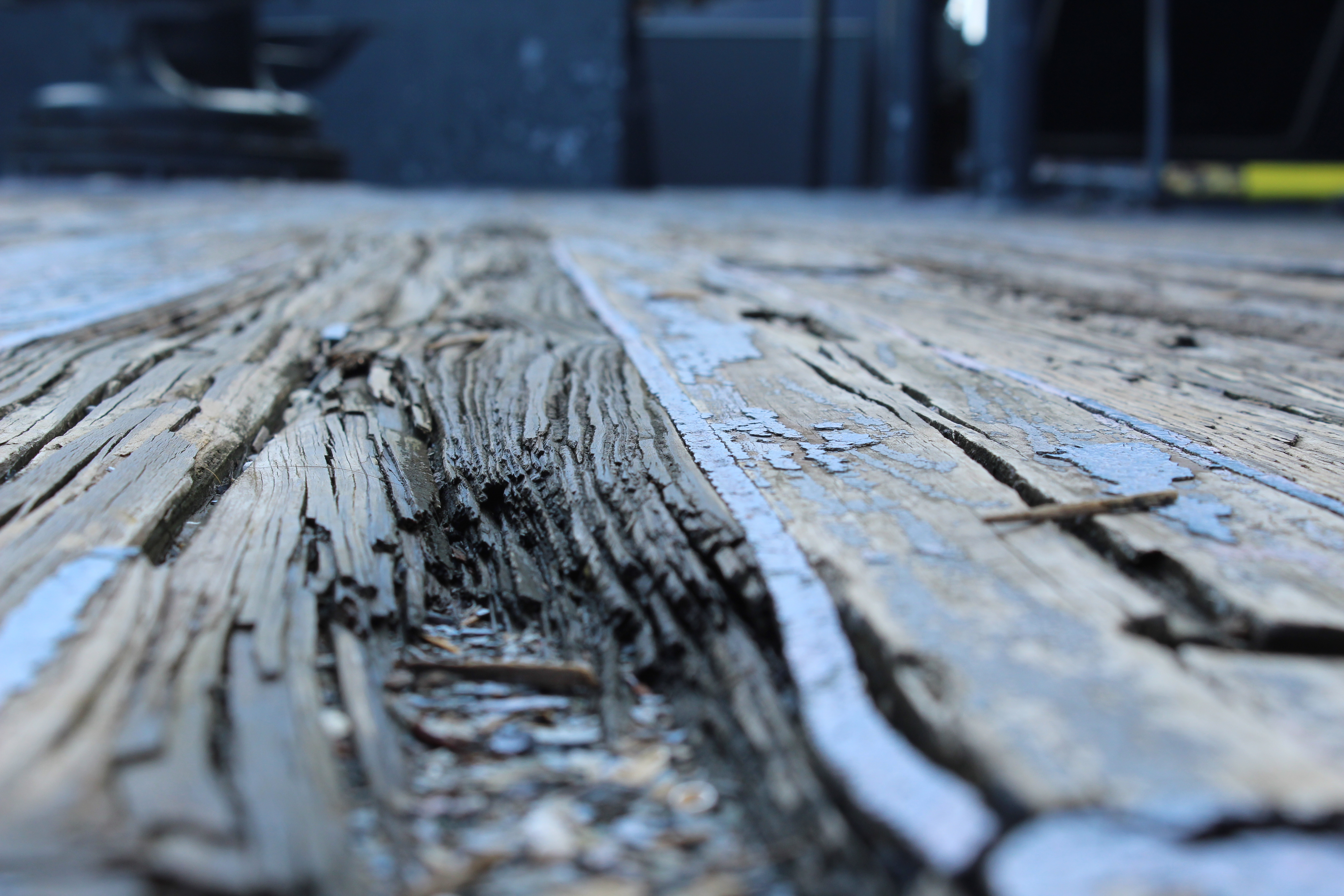
Deutliche Zeichen des Verfalls – das verrottete Holzdeck

 Gleichzeitig begannen Rohre, die zum Meer hin offen waren, brüchig zu werden und überfluteten verschiedene Hohlräume und Unterstände. Bis 1968 war das hölzerne Hauptdeck so verrottet, dass Regenwasser ins Innere des Schiffes drang und sich in verschiedenen Abteilungen sammelte. Da der Ersatz der Deckshölzer unerschwinglich teuer wäre, entschied die Kommission, das Holz durch Beton zu ersetzen. Der Beton bekam ebenfalls Risse, sodass erneut Regenwasser ins Innere gelangte. Trotz seines schlechten Zustands erhielt das Schiff im Dezember 1976 den Status eines National Historic Landmarks und wurde als Struktur in das National Register of Historic Places eingetragen. Als der Staat Texas das Schiff 1983 in die Obhut der Texas Parks and Wildlife Department (TPWD) übergab, wurde ein großer Schritt in Richtung Reparatur und Wiederherstellung unternommen. Das Schiff wurde inspiziert und ein Plan zur Wiederherstellung der Wasserdichtigkeit des Rumpfes und des Hauptdecks, der strukturellen Integrität der Aufbauten und Masten sowie der Wiederherstellung des zuvor entfernten Holzdecks entwickelt. Im Rahmen dieses Plans wurde dem Schutz empfindlicher Bauteile und der Restaurierung des Schiffsinneren große Bedeutung beigemessen. Die Finanzierung dieser Aufgabe erfolgte durch den Staat, die US-Marine sowie durch Zuschüsse und Spenden aus der Bevölkerung. Am 13. Dezember 1988 wurde sie schließlich nach Galveston geschleppt, wo sie in einer 14-monatigen Restaurierung in den Stand von 1945 wiederhergestellt wurde.

### Heute

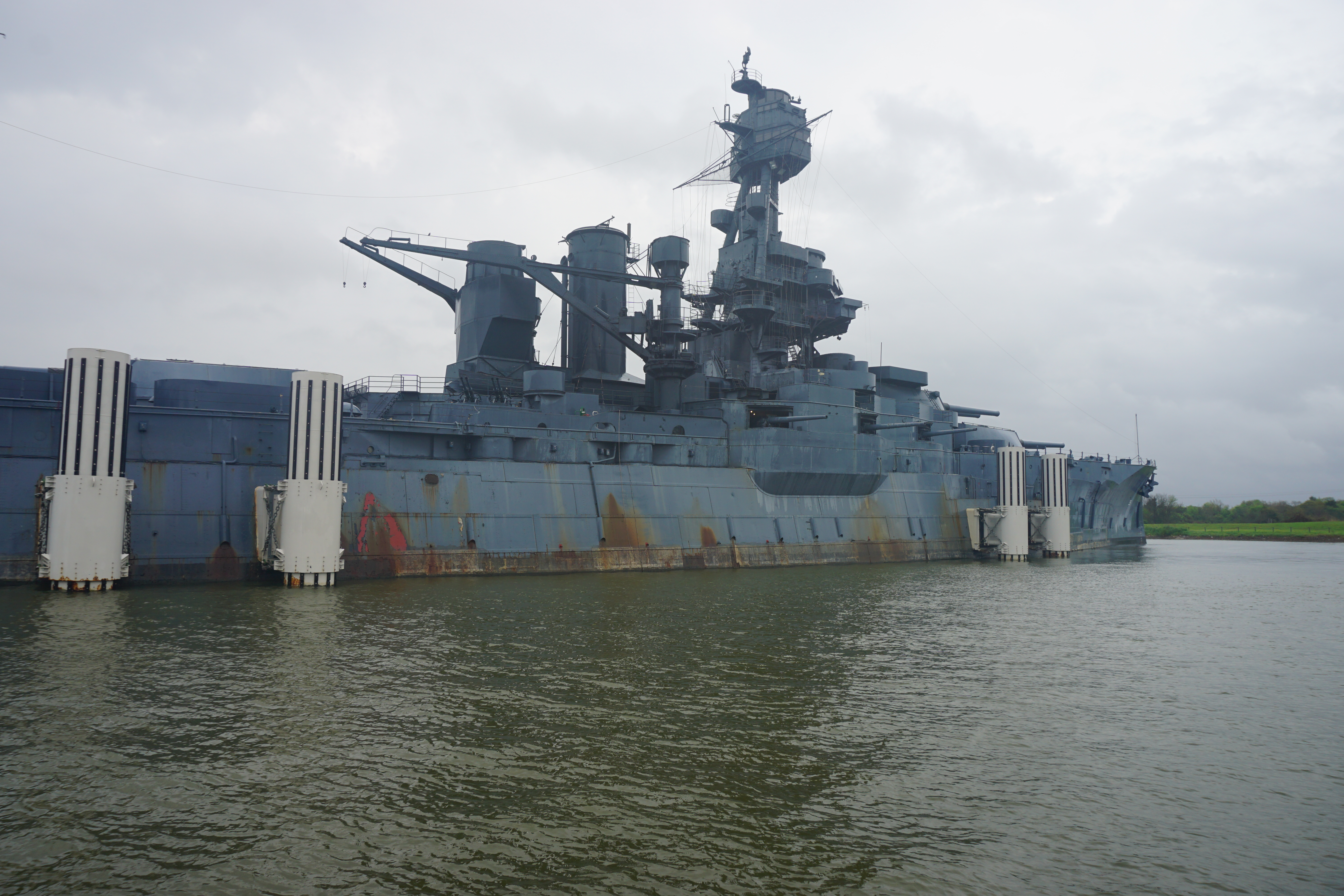
Die Texas im März 2022, Schäden am Rumpf sind deutlich zu erkennen

Nach der intensiven Bewertung einer Vielzahl von Plänen zur Lösung der Probleme des Schiffes legte das TPWD 2004 einen Leitplan vor, der die Unterbringung der Texas in einem permanenten Trockenliegeplatz vorsah. Dadurch konnten die Kosten für die regelmäßige Verbringung der Texas in ein Trockendock zur Reparatur und Wartung des Schiffes unterhalb der Wasserlinie vermieden werden. Um eine ausreichende Finanzierung sicherzustellen, wandte man sich an die Regierung in Austin. In einem Bürgerentscheid vom 6. November 2007 bewilligten die texanischen Wähler 25 Millionen Dollar für die Trockenlegung des Schiffes, um einen weiteren Verfall durch Rost zu verhindern.

Im März 2009 wurden die Gelder für das Projekt freigegeben und am 26. Oktober 2010 unterzeichnete das TPWD einen Vertrag mit AECOM über die Planung für den Trockenliegeplatz der Texas. Der Vertrag sah vor, dass AECOM den Vorentwurf bis zum Frühjahr 2011 fertigstellen und das Ausschreibungsverfahren für den Bau des Trockenliegeplatzes Mitte 2014 beginnen sollte. Die Bauarbeiten sollten bis zum Sommer 2017 abgeschlossen sein. Von 2014 bis 2016 fanden erste strukturelle Reparaturen statt. Bis Februar 2019 waren die Mittel in Höhe von 40 bis 50 Mio. US-Dollar für den Baubeginn des Liegeplatzes noch nicht gesichert, sodass mit einer weiteren Reparatur des Schiffes begonnen wurde.

Am 31. August 2022 wurde die Texas von ihrem Liegeplatz entfernt und in das 64 Kilometer entfernte Galveston geschleppt. Dort wird das Schiff in der Gulf Copper Marinewerft dringend benötigten Reparaturen an Rumpf und Aufbauten unterzogen. Die Arbeiten im Trockendock dauerten bis März 2024, für die weiteren Renovierungsarbeiten an Aufbauten und Innenräumen sowie der Einbau kleinerer Geschütze werden 18 bis 24 Monaten veranschlagt. Die Kosten in Höhe von 35 Millionen Dollar werden vom Bundesstaat Texas übernommen. Nach dem Abschluss der Reparaturen soll die Texas an Pier 20 in Galveston ausgestellt werden.

### Kommando
| [ 36 ] | Name                  | Beginn          | Ende            |
| ------ | --------------------- | --------------- | --------------- |
| 1.     | Albert W. Grant       | 12. März 1914   | 10. Juni 1915   |
| 2.     | John Hood             | 10. Juni 1915   | 14. August 1916 |
| 3.     | Victor Blue           | 14. August 1916 | 31. Dez. 1918   |
| 4.     | Nathan C. Twining     | 31. Dez.1918    | 17. Juli 1919   |
| 5.     | Frank. H. Schofield   | 17. Juli 1919   | 17. Juni 1921   |
| 6.     | Edward S. Kellog      | 17. Juni 1921   | 6. Juli 1922    |
| 7.     | Andre M. Proctor      | 6. Juli 1922    | 22. Mai 1924    |
| 8.     | Ivan C. Wettengel     | 22. Mai 1924    | 28. Sept. 1925  |
| 9.     | Charles A. Blakely    | 28. Sept. 1925  | 2. Juni 1926    |
| 10.    | Zeno E. Biggs         | 2. Juni 1926    | 4. Jan. 1928    |
| 11.    | Joseph Defrees        | 4. Jan. 1928    | 9. Juli 1929    |
| 12.    | Adolphus Andrews      | 9. Juli 1929    | 13. Mai 1931    |
| 13.    | Julius C. Townsend    | 13. Mai 1931    | 17. Juni 1933   |
| 14.    | Lamar R. Leahy        | 17. Juni 1933   | 15. April 1935  |
| 15.    | Sherwood A. Taffinder | 15. April 1935  | 21. Nov. 1936   |
| 16.    | Fred Fremond Rogers   | 21. Nov. 1936   | 1. Juni 1938    |
| 17.    | Robert R. M. Emmer    | 1. Juni 1938    | 31. Mai 1940    |
| 18.    | Clarence N. Hinkamp   | 31. Mai 1940    | 2. August 1941  |
| 19.    | Lewis W. Comstock     | 2. August 1941  | 28. Sep. 1942   |
| 20.    | William E. Hennigar   | 28. Sept. 1942  | 3. Okt. 1942    |
| 21.    | Lawrence Wild         | 3. Okt. 1942    | 14. Okt 1942    |
| 22.    | William E. Hennigar   | 14. Okt 1942    | 17. Okt 1942    |
| 23.    | Roy Pfaff             | 17. Okt. 1942   | 10. März 1944   |
| 24.    | Charles A. Baker      | 10. März 1944   | 17. August 1945 |
| 25.    | Gerald L. Schetky     | 17. August 1945 | 3. Juli 1946    |
| 26.    | Robert N. Downes      | 3. Juli 1946    | 6. März 1947    |
| 27.    | James R. Bagshaw      | 6. März 1947    | 7. April 1947   |
| 28.    | Samuel J. McKee       | 7. April 1947   | 31. Juli 1947   |
| 29.    | Jack Steward          | 31. Juli 1947   | 21. April 1948  |

## Technik

### Schiffsmaße
Die Texas hatte eine Gesamtlänge von 174,7 m, eine Breite von 29,10 m und einen Tiefgang von 8,70 m. Die Verdrängung lag zwischen 27.000 und 28.357 tn.l.

### Antrieb
Die Texas war mit zwei 4-Zylinder-Verbunddampfmaschinen ausgestattet, die jeweils eine Welle antrieben und insgesamt 28.100 ihp (20.668 kW) entwickelten, mit der sie eine Höchstgeschwindigkeit von 21 Knoten (39 km/h) erreichten. Der Dampf wurde von vierzehn Babcock & Wilcox-Wasserrohrkesseln geliefert. Die Texas konnte maximal 2.850 tn.l. Kohle mitführen, was ihr bei 10 Knoten (19 km/h) eine Reichweite von 7.060 Seemeilen (13.080 km) ermöglichte.

### Bewaffnung
Die Hauptbewaffnung bestand aus zehn 356-mm-Kanonen in fünf Zwillingsgeschütztürmen. Die Sekundärbewaffnung bestand aus einundzwanzig 127-mm-Kanonen, von denen sich jeweils zehn an Back- und Steuerbord in Kasematten und eine am Heck des Schiffes befanden. Außerdem war die Texas mit vier Torpedorohren ausgestattet, die sich – jeweils zwei an Back- und Steuerbord – unter der Wasserlinie an den Breitseiten der Schiffe befanden.

### Umbauten
Im Juli 1916 erhielt die Texas als erstes Schlachtschiff der US-Navy zwei 76-mm-Flugabwehrkanonen, die über ihrem Derrickspfosten installiert waren. Ende 1917 wurden drei der 127-mm-Kanonen entfernt. Zwischen 1925 und 1926 wurden die 14 Babcock & Wilcox-Kessel durch sechs ölbefeuerte Bureau-Expresskessel ersetzt. Ebenfalls wurden die Torpedorohre entfernt und zusätzliche Torpedoschotten zum Schutz der Maschinenräume installiert. In dem nun freigewordenen Raum wurden Teile des ebenfalls neu installierten Feuerleitsystems untergebracht. Des Weiteren wurde die Deckspanzerung zwischen 76 und 114 mm verstärkt und Torpedowülste montiert, welche die Breite des Schiffes auf 32,30 m vergrößerten. Die beiden Gittermasten wurden durch Dreibeinmasten ersetzt und an ihren Marsen wurden weitere Teile des Feuerleitsystems installiert.
1938 erhielt die Texas eine CXZ-Radarantenne, die über der Brücke montiert wurde. Im Laufe des Krieges erhielt das Schiff zwei SG-Oberflächensuchradare, zwei Anflugüberwachungsradare, ein Sk-Luftsuchradar und zwei Feuerleitradare sowie sechs 20-mm- und vierzig 40-mm-Flugabwehrgeschütze.